# Combaya
Combaya är en ort i Bolivia.   Den ligger i departementet La Paz, i den västra delen av landet, 500 km nordväst om huvudstaden Sucre. Combaya ligger 3 652 meter över havet och antalet invånare är 424.
Terrängen runt Combaya är huvudsakligen bergig, men åt sydväst är den kuperad. Runt Combaya är det ganska glesbefolkat, med 42 invånare per kvadratkilometer.. Närmaste större samhälle är Sorata, 14,4 km öster om Combaya. 
Trakten runt Combaya består i huvudsak av gräsmarker.